# 四萬十町
四萬十町（日语：／ Shimanto chō）是位於日本高知縣西南部的町。東南邊面向土佐灣，西北方隔著四國山地與愛媛縣接壤，城鎮中心則位於四萬十川的中游。當地特產為生薑等農產品。高知縣是日本主要的生薑生產地之一，其中大部分的產量即來自四萬十町，沿海地區的主要漁獲則為鬼頭刀等魚類。
四國八十八箇所中的第37號札所岩本寺坐落於町内。

## 地理
四萬十町境內約87.1%的面積被山林覆蓋。東部的窪川地區位在海拔230公尺的高南台地上，中部的大正地區與西部的十和地區則多被山林覆蓋。在南海海槽特大地震的海嘯預測報中，預測高達15m的海嘯將抵達土佐灣海岸。

## 歷史
町內的窪川地區在戰國時代被稱為仁井田鄉，並由窪川氏等五個氏族統治，之後則由長宗我部氏等氏族統治。江戶時代，窪川由窪川山內氏統治。

### 行政區劃變遷
- 1889年4月1日：實施町村制，現在的轄區在當時分屬：
  - 高岡郡：窪川村、東又村、仁井田村、松葉川村、興津村。
  - 幡多郡：十川村、西上山村、東上山村。
- 1914年1月1日：東上山村改名為大正村。
- 1926年2月11日：窪川村改制為窪川町。
- 1928年11月10日：西上山村改名為昭和村。
- 1947年8月1日：大正村改制為大正町。
- 1948年4月1日：大正町的部份地區被併入窪川町。
- 1948年5月3日：與津村改名為興津村。
- 1955年1月5日：窪川町、東又村、興津村、松葉川村、仁井田村合併為新設置的窪川町。
- 1957年8月1日：十川村和昭和村合並為十和村。
- 2006年3月20日：窪川町、大正町、十和村合併為四万十町。[10]

### 變遷表
| 1889年4月1日 | 1889年 - 1926年      | 1926年 - 1954年       | 1926年 - 1954年         | 1955年 - 1989年     | 1989年 - 現在          | 現在                   |
| ------------ | -------------------- | --------------------- | ----------------------- | ------------------- | ---------------------- | ---------------------- |
| 十川村       | 十川村               | 十川村                | 十川村                  | 1957年8月1日 十和村 | 2006年3月20日 四萬十町 | 2006年3月20日 四萬十町 |
| 西上山村     | 西上山村             | 1928年11月10日 昭和村 | 1928年11月10日 昭和村   | 1957年8月1日 十和村 | 2006年3月20日 四萬十町 | 2006年3月20日 四萬十町 |
| 東上山村     | 1914年1月1日 大正村  | 1947年8月1日 大正町   | 大正町                  | 大正町              | 2006年3月20日 四萬十町 | 2006年3月20日 四萬十町 |
| 東上山村     | 1914年1月1日 大正村  | 1947年8月1日 大正町   | 1948年4月1日 併入窪川町 | 1955年1月5日 窪川町 | 2006年3月20日 四萬十町 | 2006年3月20日 四萬十町 |
| 窪川村       | 1926年2月11日 窪川町 | 1926年2月11日 窪川町  | 1926年2月11日 窪川町    | 1955年1月5日 窪川町 | 2006年3月20日 四萬十町 | 2006年3月20日 四萬十町 |
| 東又村       |                      |                       |                         | 1955年1月5日 窪川町 | 2006年3月20日 四萬十町 | 2006年3月20日 四萬十町 |
| 仁井田村     |                      |                       |                         | 1955年1月5日 窪川町 | 2006年3月20日 四萬十町 | 2006年3月20日 四萬十町 |
| 松葉川村     |                      |                       |                         | 1955年1月5日 窪川町 | 2006年3月20日 四萬十町 | 2006年3月20日 四萬十町 |
| 與津村       | 與津村               | 與津村                | 1948年5月3日 興津村     | 1955年1月5日 窪川町 | 2006年3月20日 四萬十町 | 2006年3月20日 四萬十町 |

## 行政

### 首長
歷任町長
1. 前田哲生（2006年4月23日－2010年4月22日）
2. 高瀨滿伸（2010年4月23日－2014年4月22日）
3. 中尾博憲（2014年4月23日－至今）[11]

## 交通

### 鐵路
- 四國旅客鐵道
  - 土讚線：影野車站 - 仁井田車站 - 六反地車站 - 窪川車站
  - 予土線：若井車站 - 家地川車站 - 打井川車站 - 土佐大正車站 - 土佐昭和車站 - 十川車站
- 土佐黑潮鐵道
  - 中村線：若井車站

|  |  |
|  |  |

## 觀光
- 藤井山岩本寺（四國八十八箇所）
- 小室之濱（日本白砂青松100選）
- 興津小室之濱海水浴場

## 教育
高等學校
- 高知縣立窪川高等學校
- 高知縣立四萬十高等學校

## 本地出身人物
- 葵みちる：漫畫家
- 佐竹晴記：律師、曾任眾議院議員、司法政務次官
- 嶋內吉子：桌球選手
- 高橋良昌：前職業棒球選手
- 津野浩：前職業棒球選手

## 外部連結
- （日語） 四萬十町觀光協會（页面存档备份，存于）
- （日語） 四萬十町商工會（页面存档备份，存于）
- OpenStreetMap上有關四萬十町的地理